# NGC 5111
NGC 5111 (NGC 5110) je eliptična galaktika u zviježđu Djevici. Naknadno je utvrđeno da je NGC 5110 ista galaktika.

## Vanjske poveznice
- (engl.) SEDS: NGC 5111
- (engl.) Revidirani Novi opći katalog
- (engl.) Izvangalaktička baza podataka NASA-e i IPAC-a
- (engl.) Astronomska baza podataka SIMBAD
- (engl.) VizieR